# 24523 Sanaraoof
24523 Sanaraoof è un asteroide della fascia principale. Scoperto nel 2001, presenta un'orbita caratterizzata da un semiasse maggiore pari a 2,3166951 UA e da un'eccentricità di 0,1126781, inclinata di 4,61613° rispetto all'eclittica.